# Jeanne Matthey
Jeanne-Marie Matthey-Jonais, francoska tenisačica, * 25. januar 1886, † 24. november 1980, Pariz.
V posamični konkurenci se je petkrat zapored uvrstila v finale turnirja za Državno prvenstvo Francije. Osvojila ga je štirikrat zapored, v letih 1909, 1910, 1911 in 1912, leta 1913 jo je premagala Marguerite Broquedis. Turnir je osvojila štirikrat zapored tudi v konkurenci ženskih dvojic skupaj s Daisy Speranza, v konkurenci mešanih dvojic pa leta 1909 skupaj z Maxom Decugisom.

## Finali Grand Slamov

### Posamično (5)

#### Zmage (4)
| Leto | Turnir                         | Nasprotnica v finalu   | Rezultat finala |
| 1909 | Amatersko prvenstvo Francije   | Abeille Villard-Gallay | 10–8, 6–4       |
| 1910 | Državno prvenstvo Francije (2) | Germaine Golding       | 1–6, 6–1, 9–7   |
| 1911 | Državno prvenstvo Francije (3) | Marguerite Broquedis   | 6–2, 7–5        |
| 1912 | Državno prvenstvo Francije (4) | Marie Danet            | 6–2, 7–5        |

#### Porazi (1)
| Leto | Turnir                     | Nasprotnica v finalu | Rezultat finala |
| 1913 | Državno prvenstvo Francije | Marguerite Broquedis | 6–3, 6–3        |

### Ženske dvojice (4)

#### Zmage (4)
| Leto | Turnir                     | Partnerica     | Nasprotnici v finalu | Rezultat finala |
| 1909 | Državno prvenstvo Francije | Daisy Speranza |                      |                 |
| 1910 | Državno prvenstvo Francije | Daisy Speranza |                      |                 |
| 1911 | Državno prvenstvo Francije | Daisy Speranza |                      |                 |
| 1912 | Državno prvenstvo Francije | Daisy Speranza |                      |                 |

### Mešane dvojice (2)

#### Zmage (2)
| Leto | Turnir                       | Partnerica  | Nasprotnici v finalu | Rezultat finala |
| 1909 | Amatersko prvenstvo Francije | Max Decugis |                      |                 |